# UEFA Nations League 2024/25
De UEFA Nations League 2024/25 is de vierde editie van dit voetbalkampioenschap. Aan het toernooi nemen 54 lidstaten van de UEFA deel. Op dit toernooi zijn ook plekken te verdienen voor het Wereldkampioenschap voetbal 2026, daarvoor worden in maart 2025 de play-offs gespeeld. De competitie begint op 5 september 2024 met de groepsfase en zal op 8 juni 2025 eindigen met het finaletoernooi. Spanje is de titelhouder.
Nieuw vanaf deze editie is de opzet van de play-offs na afloop van de groepsfase. De nummers een en twee van divisies A kwalificeren zich voor de kwartfinale, zij spelen onderling play-offs om te bepalen wie zich voor de finaleronde kwalificeert. Ook zullen er nu extra play-offs worden gespeeld om promotie en degradatie tussen alle divisies.

## Tijdschema
| Fase                                                   | Ronde            | Speeldata           |
| ------------------------------------------------------ | ---------------- | ------------------- |
| Groepsfase                                             | Speeldag 1       | 5–7 september 2024  |
| Groepsfase                                             | Speeldag 2       | 8–10 september 2024 |
| Groepsfase                                             | Speeldag 3       | 10–12 oktober 2024  |
| Groepsfase                                             | Speeldag 4       | 13–15 oktober 2024  |
| Groepsfase                                             | Speeldag 5       | 14–16 november 2024 |
| Groepsfase                                             | Speeldag 6       | 17–19 november 2024 |
| Kwartfinales divisie A en Play-offs divisie A/B en B/C | Heenwedstrijden  | 20 maart 2025       |
| Kwartfinales divisie A en Play-offs divisie A/B en B/C | Terugwedstrijden | 23 maart 2025       |
| Finaleronde                                            | Halve finales    | 4 en 5 juni 2025    |
| Finaleronde                                            | Troostfinale     | 8 juni 2025         |
| Finaleronde                                            | Finale           | 8 juni 2025         |
| Play-offs divisie C en D                               | Heenwedstrijden  | 26 maart 2026       |
| Play-offs divisie C en D                               | Terugwedstrijden | 31 maart 2026       |

## Deelnemende landen
Alle 54 landen die zijn aangesloten bij de UEFA mogen deelnemen aan dit toernooi, met uitzondering van Rusland dat door de UEFA geschorst is vanwege de invasie van Oekraïne. De landen worden verdeeld in 4 divisies. In divisie A, B en C zijn 16 landen geplaatst en in de laagste divisie (D) 6 landen. Bij de verdeling van de landen wordt gekeken naar de eindstand van het seizoen 2022/23.
Landen
- Albanië
- Andorra
- Armenië
- Azerbeidzjan
- België
- Bosnië en Herzegovina
- Bulgarije
- Cyprus
- Denemarken
- Duitsland
- Engeland
- Estland
- Faeröer
- Finland
- Frankrijk
- Georgië
- Gibraltar
- Griekenland
- Hongarije
- Ierland
- IJsland
- Israël
- Italië
- Kazachstan
- Kosovo
- Kroatië
- Letland
- Liechtenstein
- Litouwen
- Luxemburg
- Noord-Macedonië
- Malta
- Moldavië
- Montenegro
- Nederland
- Noord-Ierland
- Noorwegen
- Oekraïne
- Oostenrijk
- Polen
- Portugal
- Roemenië
- Rusland
- San Marino
- Schotland
- Servië
- Slovenië
- Slowakije
- Spanje
- Tsjechië
- Turkije
- Wales
- Wit-Rusland
- Zweden
- Zwitserland

### Loting & potten
De loting van het toernooi vond op 8 februari 2024 plaats in Parijs, Frankrijk. De landen werden ingedeeld op basis van de eindstand van het seizoen 2022/23. Vanwege het Nagorno-Karabach conflict konden Armenië en Azerbeidzjan niet bij elkaar in dezelfde groep worden ingedeeld. Daarnaast kon Kazachstan maar maximaal één tegenstander in dezelfde groep loten van de volgende landen: Engeland, IJsland, Ierland of Wales. Dit om verre reisbewegingen zoveel mogelijk te beperken. Er waren verder geen restricties voor landen met kans op zwaar winters weer en er waren ook geen andere landen die om politieke redenen of verre reisafstanden niet tegen elkaar konden loten, omdat zij zich niet in dezelfde divisie bevonden of in dezelfde trekkingspot zaten waardoor ze niet bij elkaar konden worden ingedeeld.

Kaart met daarop de indeling van de landen in de verschillende divisies.
Landen in divisie A
Landen in divisie B
Landen in divisie C
Landen in divisie D
Uitgesloten van deelname

| Symbool: | Betekenis:                                                             |
| TH       | Titelhouder                                                            |
| Gestegen | Gepromoveerd naar een hogere divisie                                   |
| †        | In dezelfde divisie gebleven na wijzigingen na uitsluiting van Rusland |
| Gedaald  | Gedegradeerd naar een lagere divisie                                   |

| Pot | Land                  | Gestegen | Nummer |
| --- | --------------------- | -------- | ------ |
| 1   | Spanje TH             |          | 1      |
| 1   | Kroatië               |          | 2      |
| 1   | Italië                |          | 3      |
| 1   | Nederland             |          | 4      |
| 2   | Denemarken            |          | 5      |
| 2   | Portugal              |          | 6      |
| 2   | België                |          | 7      |
| 2   | Hongarije             |          | 8      |
| 3   | Zwitserland           |          | 9      |
| 3   | Duitsland             |          | 10     |
| 3   | Polen                 |          | 11     |
| 3   | Frankrijk             |          | 12     |
| 4   | Israël                | Gestegen | 13     |
| 4   | Bosnië en Herzegovina | Gestegen | 14     |
| 4   | Servië                | Gestegen | 15     |
| 4   | Schotland             | Gestegen | 16     |

| Pot | Land        | /        | Nummer |
| --- | ----------- | -------- | ------ |
| 1   | Oostenrijk  | Gedaald  | 17     |
| 1   | Tsjechië    | Gedaald  | 18     |
| 1   | Engeland    | Gedaald  | 19     |
| 1   | Wales       | Gedaald  | 20     |
| 2   | Finland     |          | 21     |
| 2   | Oekraïne    |          | 22     |
| 2   | IJsland     |          | 23     |
| 2   | Noorwegen   |          | 24     |
| 3   | Slovenië    |          | 25     |
| 3   | Ierland     |          | 26     |
| 3   | Albanië     |          | 27     |
| 3   | Montenegro  |          | 28     |
| 4   | Georgië     | Gestegen | 29     |
| 4   | Griekenland | Gestegen | 30     |
| 4   | Turkije     | Gestegen | 31     |
| 4   | Kazachstan  | Gestegen | 32     |

| Pot | Land            | / † /    | Nummer |
| --- | --------------- | -------- | ------ |
| 1   | Roemenië        | Gedaald  | 33     |
| 1   | Zweden          | Gedaald  | 34     |
| 1   | Armenië         | Gedaald  | 35     |
| 1   | Rusland         | Gedaald  | 36     |
| 1   | Luxemburg       |          | 36     |
| 2   | Azerbeidzjan    |          | 37     |
| 2   | Kosovo          |          | 38     |
| 2   | Bulgarije       |          | 39     |
| 2   | Faeröer         |          | 40     |
| 3   | Noord-Macedonië |          | 41     |
| 3   | Slowakije       |          | 42     |
| 3   | Noord-Ierland   |          | 43     |
| 3   | Cyprus          | †        | 44     |
| 4   | Wit-Rusland     | †        | 45     |
| 4   | Litouwen        | †        | 46     |
| 4   | Estland         | Gestegen | 47     |
| 4   | Letland         | Gestegen | 48     |

| Pot | Land          | Gedaald | Nummer |
| --- | ------------- | ------- | ------ |
| 1   | Gibraltar     | Gedaald | 49     |
| 1   | Moldavië      |         | 50     |
| 2   | Malta         |         | 51     |
| 2   | Andorra       |         | 52     |
| 2   | San Marino    |         | 53     |
| 2   | Liechtenstein |         | 54     |

1. ↑  Op 2 mei 2022 maakte de UEFA bekend dat Rusland werd geschorst en dat het daarmee automatisch degradeerde naar divisie C, vanwege de Russische invasie van Oekraïne.[1] Bij de bekendmaking van de lotingsprocedure werd Rusland niet opgenomen, als gevolg van de schorsing door de UEFA bij alle nationale competities.[2][3]
2. 1 2  Gibraltar en Litouwen speelden in maart 2024 play-offs om promotie en degradatie tussen divisie C en D, om te bepalen welk land degradeerde naar divisie D. Daardoor was hun divisie tijdens de loting nog niet bekend.

## Beslissingscriteria
Als twee of meer landen in de groep gelijk eindigen, met evenveel punten, dan gelden de volgende criteria om te bepalen welk landen boven de ander eindigt:
1. Hoogste aantal punten verkregen bij de onderlinge wedstrijden tussen de teams;
2. Doelsaldo verkregen bij de onderlinge wedstrijden tussen de gelijk eindigende teams (als er meer dan twee teams gelijkstaan);
3. Hoogste aantal gescoorde doelpunten verkregen bij de onderlinge wedstrijden tussen de teams (als er meer dan twee teams gelijkstaan);
4. Hoogste aantal gescoorde uitdoelpunten verkregen bij de onderlinge wedstrijden tussen de teams.

Als er na criteria 1 tot en met 4 nog steeds landen gelijkstaan, dan gelden de volgende criteria:
1. Doelsaldo in alle groepswedstrijden;
2. Aantal doelpunten gescoord in alle groepswedstrijden;
3. Aantal uitdoelpunten gescoord in alle groepswedstrijden;
4. Aantal overwinningen in alle groepswedstrijden;
5. Aantal uitoverwinningen in alle groepswedstrijden;
6. Fair-Playklassement van het toernooi (1 punt voor een enkele gele kaart, 3 punten voor een rode kaart ten gevolge van 2 gele kaarten, 3 punten voor een directe rode kaart, 4 punten voor een gele kaart gevolgd door een directe rode kaart);
7. Positie op de UEFA-coëfficiëntenranglijst.

## Divisie A
Groep 1
| Pos | Team          | Wed | W | G | V | Ptn | DV | DT | +/− | Kwalificatie of degradatie             |
| --- | ------------- | --- | - | - | - | --- | -- | -- | --- | -------------------------------------- |
| 1   | Portugal      | 6   | 4 | 2 | 0 | 14  | 13 | 5  | +8  | Naar de kwartfinales                   |
| 2   | Kroatië       | 6   | 2 | 2 | 2 | 8   | 8  | 8  | 0   | Naar de kwartfinales                   |
| 3   | Schotland (R) | 6   | 2 | 1 | 3 | 7   | 7  | 8  | −1  | Kwalificatie voor degradatie play-offs |
| 4   | Polen (R)     | 6   | 1 | 1 | 4 | 4   | 9  | 16 | −7  | Degradatie naar divisie B              |

Groep 2
| Pos | Team       | Wed | W | G | V | Ptn | DV | DT | +/− | Kwalificatie of degradatie             |
| --- | ---------- | --- | - | - | - | --- | -- | -- | --- | -------------------------------------- |
| 1   | Frankrijk  | 6   | 4 | 1 | 1 | 13  | 12 | 6  | +6  | Naar de kwartfinales                   |
| 2   | Italië     | 6   | 4 | 1 | 1 | 13  | 13 | 8  | +5  | Naar de kwartfinales                   |
| 3   | België (O) | 6   | 1 | 1 | 4 | 4   | 6  | 9  | −3  | Kwalificatie voor degradatie play-offs |
| 4   | Israël (R) | 6   | 1 | 1 | 4 | 4   | 5  | 13 | −8  | Degradatie naar divisie B              |

1. 1 2  Gelijke stand op onderling resultaat. Gerangschikt op totale doelsaldo: Frankrijk +6, Italië +5.
2. 1 2  Gelijke stand op onderling aantal punten. Gerangschikt op onderling doelsaldo: België +1, Israël  –1.

Groep 3
| Pos | Team                      | Wed | W | G | V | Ptn | DV | DT | +/− | Kwalificatie of degradatie             |
| --- | ------------------------- | --- | - | - | - | --- | -- | -- | --- | -------------------------------------- |
| 1   | Duitsland                 | 6   | 4 | 2 | 0 | 14  | 18 | 4  | +14 | Naar de kwartfinales                   |
| 2   | Nederland                 | 6   | 2 | 3 | 1 | 9   | 13 | 7  | +6  | Naar de kwartfinales                   |
| 3   | Hongarije (R)             | 6   | 1 | 3 | 2 | 6   | 4  | 11 | −7  | Kwalificatie voor degradatie play-offs |
| 4   | Bosnië en Herzegovina (R) | 6   | 0 | 2 | 4 | 2   | 3  | 16 | −13 | Degradatie naar divisie B              |

Groep 4
| Pos | Team            | Wed | W | G | V | Ptn | DV | DT | +/− | Kwalificatie of degradatie             |
| --- | --------------- | --- | - | - | - | --- | -- | -- | --- | -------------------------------------- |
| 1   | Spanje          | 6   | 5 | 1 | 0 | 16  | 13 | 4  | +9  | Naar de kwartfinales                   |
| 2   | Denemarken      | 6   | 2 | 2 | 2 | 8   | 7  | 5  | +2  | Naar de kwartfinales                   |
| 3   | Servië (O)      | 6   | 1 | 3 | 2 | 6   | 3  | 6  | −3  | Kwalificatie voor degradatie play-offs |
| 4   | Zwitserland (R) | 6   | 0 | 2 | 4 | 2   | 6  | 14 | −8  | Degradatie naar divisie B              |

### Knock-outfase
De loting voor de kwartfinales vond op 22 november 2024 plaats op het UEFA-hoofdkantoor in Nyon, Zwitserland. De heenwedstrijden van de kwartfinales werden op 20 maart gespeeld en de terugwedstrijden op 23 maart 2025. De wedstrijden in de finaleronde werden tussen 4 en 8 juni 2025 gespeeld.

#### Schema
|  | Kwartfinales       | Kwartfinales       | Kwartfinales | Kwartfinales |                    |                   | Halve finales     | Halve finales | Halve finales | Halve finales |   |       | Finale | Finale | Finale | Finale |
|  |                    |                    |              |              |                    |                   |                   |               |               |               |   |       |        |        |        |        |
|  | 20 + 23 mrt        |                    |              |              |                    |                   |                   |               |               |               |   |       |        |        |        |        |
|  |                    |                    |              |              |                    |                   |                   |               |               |               |   |       |        |        |        |        |
|  | Italië             | 1                  | 3            | 4            |                    |                   |                   |               |               |               |   |       |        |        |        |        |
|  | Italië             | 1                  | 3            | 4            | 4 juni — München   |                   |                   |               |               |               |   |       |        |        |        |        |
|  | Duitsland          | 2                  | 3            | 5            |                    |                   |                   |               |               |               |   |       |        |        |        |        |
|  | Duitsland          | 2                  | 3            | 5            | Duitsland          | Duitsland         | Duitsland         | 1             |               |               |   |       |        |        |        |        |
|  | 20 + 23 mrt        |                    |              |              | Duitsland          | Duitsland         | Duitsland         | 1             |               |               |   |       |        |        |        |        |
|  |                    | Portugal           | Portugal     | Portugal     | 2                  |                   |                   |               |               |               |   |       |        |        |        |        |
|  | Denemarken         | Portugal           | Portugal     | Portugal     | 2                  | 1                 | 2                 | 3             |               |               |   |       |        |        |        |        |
|  | Denemarken         |                    |              |              | 8 juni — München   | 1                 | 2                 | 3             |               |               |   |       |        |        |        |        |
|  | Portugal           | 0                  | 5 (n.v.)     | 5            |                    |                   |                   |               |               |               |   |       |        |        |        |        |
|  | Portugal           | 0                  | 5 (n.v.)     | 5            | Portugal (w.n.s.)  | Portugal (w.n.s.) | Portugal (w.n.s.) | 2 (5)         |               |               |   |       |        |        |        |        |
|  | 20 + 23 mrt        |                    |              |              | Portugal (w.n.s.)  | Portugal (w.n.s.) | Portugal (w.n.s.) | 2 (5)         |               |               |   |       |        |        |        |        |
|  |                    | Spanje TH          | Spanje TH    | Spanje TH    | 2 (3)              |                   |                   |               |               |               |   |       |        |        |        |        |
|  | Nederland          | Spanje TH          | Spanje TH    | Spanje TH    | 2 (3)              | 2                 | 3                 | 5 (4)         |               |               |   |       |        |        |        |        |
|  | Nederland          | 5 juni — Stuttgart |              |              |                    | 2                 | 3                 | 5 (4)         |               |               |   |       |        |        |        |        |
|  | Spanje TH (w.n.s.) | 2                  | 3 (n.v.)     | 5 (5)        |                    |                   |                   |               |               |               |   |       |        |        |        |        |
|  | Spanje TH (w.n.s.) | 2                  | 3 (n.v.)     | 5 (5)        | Spanje TH          | Spanje TH         | Spanje TH         | 5             |               |               |   |       |        |        |        |        |
|  | 20 + 23 mrt        |                    |              |              | Spanje TH          | Spanje TH         | Spanje TH         | 5             |               |               |   |       |        |        |        |        |
|  |                    | Frankrijk          | Frankrijk    | Frankrijk    | 4                  |                   | Troostfinale      | Troostfinale  | Troostfinale  | Troostfinale  |   |       |        |        |        |        |
|  | Kroatië            | Frankrijk          | Frankrijk    | Frankrijk    | 4                  | 2                 | Troostfinale      | Troostfinale  | Troostfinale  | Troostfinale  | 0 | 2 (4) |        |        |        |        |
|  | Kroatië            |                    |              |              | 8 juni — Stuttgart | 2                 |                   |               |               |               | 0 | 2 (4) |        |        |        |        |
|  | Frankrijk (w.n.s.) | 0                  | 2 (n.v.)     | 2 (5)        |                    |                   |                   |               |               |               |   |       |        |        |        |        |
|  | Frankrijk (w.n.s.) | 0                  | 2 (n.v.)     | 2 (5)        | Duitsland          | Duitsland         | Duitsland         | 0             |               |               |   |       |        |        |        |        |
|  |                    |                    |              |              |                    |                   |                   |               |               |               |   |       |        |        |        |        |
|  | Frankrijk          | Frankrijk          | Frankrijk    | 2            |                    |                   |                   |               |               |               |   |       |        |        |        |        |
|  | Frankrijk          | Frankrijk          | Frankrijk    | 2            |                    |                   |                   |               |               |               |   |       |        |        |        |        |

## Divisie B
Groep 1
| Pos | Team         | Wed | W | G | V | Ptn | DV | DT | +/− | Promotie, kwalificatie of degradatie   |
| --- | ------------ | --- | - | - | - | --- | -- | -- | --- | -------------------------------------- |
| 1   | Tsjechië (P) | 6   | 3 | 2 | 1 | 11  | 9  | 8  | +1  | Promotie naar divisie A                |
| 2   | Oekraïne     | 6   | 2 | 2 | 2 | 8   | 8  | 8  | 0   | Kwalificatie voor promotie play-offs   |
| 3   | Georgië (O)  | 6   | 2 | 1 | 3 | 7   | 7  | 6  | +1  | Kwalificatie voor degradatie play-offs |
| 4   | Albanië (R)  | 6   | 2 | 1 | 3 | 7   | 4  | 6  | −2  | Degradatie naar divisie C              |

1. 1 2  Gelijke stand op onderling resultaat. Gerangschikt op totaal doelsaldo: Georgië +1, Albanië –2.

Groep 2
| Pos | Team               | Wed | W | G | V | Ptn | DV | DT | +/− | Promotie, kwalificatie of degradatie   |
| --- | ------------------ | --- | - | - | - | --- | -- | -- | --- | -------------------------------------- |
| 1   | Engeland (P)       | 6   | 5 | 0 | 1 | 15  | 16 | 3  | +13 | Promotie naar divisie A                |
| 2   | Griekenland (O, P) | 6   | 5 | 0 | 1 | 15  | 11 | 4  | +7  | Kwalificatie voor promotie play-offs   |
| 3   | Ierland (O)        | 6   | 2 | 0 | 4 | 6   | 3  | 12 | −9  | Kwalificatie voor degradatie play-offs |
| 4   | Finland (R)        | 6   | 0 | 0 | 6 | 0   | 2  | 13 | −11 | Degradatie naar divisie C              |

1. 1 2  Gelijke stand op onderling aantal punten. Gerangschikt op onderling doelsaldo: Engeland +2, Griekenland −2.

Groep 3
| Pos | Team           | Wed | W | G | V | Ptn | DV | DT | +/− | Promotie, kwalificatie of degradatie   |
| --- | -------------- | --- | - | - | - | --- | -- | -- | --- | -------------------------------------- |
| 1   | Noorwegen (P)  | 6   | 4 | 1 | 1 | 13  | 15 | 7  | +8  | Promotie naar divisie A                |
| 2   | Oostenrijk     | 6   | 3 | 2 | 1 | 11  | 14 | 5  | +9  | Kwalificatie voor promotie play-offs   |
| 3   | Slovenië (O)   | 6   | 2 | 2 | 2 | 8   | 7  | 9  | −2  | Kwalificatie voor degradatie play-offs |
| 4   | Kazachstan (R) | 6   | 0 | 1 | 5 | 1   | 0  | 15 | −15 | Degradatie naar divisie C              |

Groep 4
| Pos | Team           | Wed | W | G | V | Ptn | DV | DT | +/− | Promotie, kwalificatie of degradatie   |
| --- | -------------- | --- | - | - | - | --- | -- | -- | --- | -------------------------------------- |
| 1   | Wales (P)      | 6   | 3 | 3 | 0 | 12  | 9  | 4  | +5  | Promotie naar divisie A                |
| 2   | Turkije (O, P) | 6   | 3 | 2 | 1 | 11  | 9  | 6  | +3  | Kwalificatie voor promotie play-offs   |
| 3   | IJsland (R)    | 6   | 2 | 1 | 3 | 7   | 10 | 13 | −3  | Kwalificatie voor degradatie play-offs |
| 4   | Montenegro (R) | 6   | 1 | 0 | 5 | 3   | 4  | 9  | −5  | Degradatie naar divisie C              |

## Divisie C
Groep 1
| Pos | Team             | Wed | W | G | V | Ptn | DV | DT | +/− | Promotie, kwalificatie of degradatie |
| --- | ---------------- | --- | - | - | - | --- | -- | -- | --- | ------------------------------------ |
| 1   | Zweden (P)       | 6   | 5 | 1 | 0 | 16  | 19 | 4  | +15 | Promotie naar divisie B              |
| 2   | Slowakije        | 6   | 4 | 1 | 1 | 13  | 10 | 5  | +5  | Kwalificatie voor promotie play-offs |
| 3   | Estland          | 6   | 1 | 1 | 4 | 4   | 3  | 9  | −6  |                                      |
| 4   | Azerbeidzjan (R) | 6   | 0 | 1 | 5 | 1   | 3  | 17 | −14 | Degradatie naar divisie D            |

Groep 2
| Pos | Team          | Wed | W | G | V | Ptn | DV | DT | +/− | Promotie, kwalificatie of degradatie |
| --- | ------------- | --- | - | - | - | --- | -- | -- | --- | ------------------------------------ |
| 1   | Roemenië (P)  | 6   | 6 | 0 | 0 | 18  | 18 | 3  | +15 | Promotie naar divisie B              |
| 2   | Kosovo (O, P) | 6   | 4 | 0 | 2 | 12  | 10 | 7  | +3  | Kwalificatie voor promotie play-offs |
| 3   | Cyprus        | 6   | 2 | 0 | 4 | 6   | 4  | 15 | −11 |                                      |
| 4   | Litouwen (R)  | 6   | 0 | 0 | 6 | 0   | 4  | 11 | −7  | Degradatie naar divisie D            |

Groep 3
| Pos | Team              | Wed | W | G | V | Ptn | DV | DT | +/− | Promotie, kwalificatie of degradatie   |
| --- | ----------------- | --- | - | - | - | --- | -- | -- | --- | -------------------------------------- |
| 1   | Noord-Ierland (P) | 6   | 3 | 2 | 1 | 11  | 11 | 3  | +8  | Promotie naar divisie B                |
| 2   | Bulgarije         | 6   | 2 | 3 | 1 | 9   | 3  | 6  | −3  | Kwalificatie voor promotie play-offs   |
| 3   | Wit-Rusland       | 6   | 1 | 4 | 1 | 7   | 3  | 4  | −1  |                                        |
| 4   | Luxemburg         | 6   | 0 | 3 | 3 | 3   | 3  | 7  | −4  | Kwalificatie voor degradatie play-offs |

Groep 4
| Pos | Team                | Wed | W | G | V | Ptn | DV | DT | +/− | Promotie, kwalificatie of degradatie   |
| --- | ------------------- | --- | - | - | - | --- | -- | -- | --- | -------------------------------------- |
| 1   | Noord-Macedonië (P) | 6   | 5 | 1 | 0 | 16  | 10 | 1  | +9  | Promotie naar divisie B                |
| 2   | Armenië             | 6   | 2 | 1 | 3 | 7   | 8  | 9  | −1  | Kwalificatie voor promotie play-offs   |
| 3   | Faeröer             | 6   | 1 | 3 | 2 | 6   | 5  | 6  | −1  |                                        |
| 4   | Letland             | 6   | 1 | 1 | 4 | 4   | 4  | 11 | −7  | Kwalificatie voor degradatie play-offs |

### Stand nummers vier
| Pos | Grp | Team             | Wed | W | G | V | Ptn | DV | DT | +/− | Kwalificatie of degradatie                |
| --- | --- | ---------------- | --- | - | - | - | --- | -- | -- | --- | ----------------------------------------- |
| 1.  | 4   | Letland          | 6   | 1 | 1 | 4 | 4   | 4  | 11 | −7  | Play-offs tegen degradatie naar divisie D |
| 2.  | 3   | Luxemburg        | 6   | 0 | 3 | 3 | 3   | 3  | 7  | −4  | Play-offs tegen degradatie naar divisie D |
| 3.  | 1   | Azerbeidzjan (R) | 6   | 0 | 1 | 5 | 1   | 3  | 17 | −14 | Degradatie naar divisie D                 |
| 4.  | 2   | Litouwen (R)     | 6   | 0 | 0 | 6 | 0   | 4  | 11 | −7  | Degradatie naar divisie D                 |

## Divisie D
Groep 1
| Pos | Team           | Wed | W | G | V | Ptn | DV | DT | +/− | Promotie                             |
| --- | -------------- | --- | - | - | - | --- | -- | -- | --- | ------------------------------------ |
| 1   | San Marino (P) | 4   | 2 | 1 | 1 | 7   | 5  | 3  | +2  | Promotie naar divisie C              |
| 2   | Gibraltar      | 4   | 1 | 3 | 0 | 6   | 4  | 3  | +1  | Kwalificatie voor promotie play-offs |
| 3   | Liechtenstein  | 4   | 0 | 2 | 2 | 2   | 3  | 6  | −3  |                                      |

Groep 2
| Pos | Team         | Wed | W | G | V | Ptn | DV | DT | +/− | Promotie                             |
| --- | ------------ | --- | - | - | - | --- | -- | -- | --- | ------------------------------------ |
| 1   | Moldavië (P) | 4   | 3 | 0 | 1 | 9   | 5  | 1  | +4  | Promotie naar divisie C              |
| 2   | Malta        | 4   | 2 | 1 | 1 | 7   | 2  | 2  | 0   | Kwalificatie voor promotie play-offs |
| 3   | Andorra      | 4   | 0 | 1 | 3 | 1   | 0  | 4  | −4  |                                      |

## Play-offs om promotie en degradatie
De play-offs om promotie en degradatie tussen de divisies A, B en C worden op 20 en 23 maart 2025 gespeeld. De play-offs om promotie en degradatie tussen de divisies C en D worden op 26 en 31 maart 2026 gespeeld. De loting hiervoor vond op 22 november 2024 plaats op het UEFA-hoofdkantoor in Nyon, Zwitserland.

### Divisie A vs Divisie B
| Team 1      | Tot.  | Team 2    | 1e wedstr. | 2e wedstr. |
| ----------- | ----- | --------- | ---------- | ---------- |
| Turkije     | 6 – 1 | Hongarije | 3 – 1      | 3 – 0      |
| Oekraïne    | 3 – 4 | België    | 3 – 1      | 0 – 3      |
| Oostenrijk  | 1 – 3 | Servië    | 1 – 1      | 0 – 2      |
| Griekenland | 3 – 1 | Schotland | 0 – 1      | 3 – 0      |

#### Wedstrijden
|                                                |                                     |         |             | |
| 20 maart 2025 «onderlinge duels» 20.00 (UTC+3) | Turkije                             | 3 – 1   | Hongarije   | Stadion: Rams Park, Istanboel Toeschouwers: 38.500 Scheidsrechter: Ivan Kružliak Video-assistent: Michal Očenáš |
| 20 maart 2025 «onderlinge duels» 20.00 (UTC+3) | Kökçü 9' Aktürkoğlu 69' Kahveci 73' | Verslag | 25' Schäfer | Stadion: Rams Park, Istanboel Toeschouwers: 38.500 Scheidsrechter: Ivan Kružliak Video-assistent: Michal Očenáš |
| 20 maart 2025 «onderlinge duels» 20.00 (UTC+3) |                                     |         |             | Stadion: Rams Park, Istanboel Toeschouwers: 38.500 Scheidsrechter: Ivan Kružliak Video-assistent: Michal Očenáš |
| 20 maart 2025 «onderlinge duels» 20.00 (UTC+3) |                                     |         |             | Stadion: Rams Park, Istanboel Toeschouwers: 38.500 Scheidsrechter: Ivan Kružliak Video-assistent: Michal Očenáš |
|                                                |                                     |         |             | |

| |           |         |                                              | |
| 23 maart 2025 «onderlinge duels» 18.00 (UTC+1)                                                                                                  | Hongarije | 0 – 3   | Turkije                                      | Stadion: Puskás Aréna, Boedapest Toeschouwers: 57.861 Scheidsrechter: Felix Zwayer Video-assistent: Bastian Dankert |
| 23 maart 2025 «onderlinge duels» 18.00 (UTC+1)                                                                                                  |           | Verslag | 37' (pen.) Çalhanoğlu 39' Güler 90' Bardakcı | Stadion: Puskás Aréna, Boedapest Toeschouwers: 57.861 Scheidsrechter: Felix Zwayer Video-assistent: Bastian Dankert |
| 23 maart 2025 «onderlinge duels» 18.00 (UTC+1)                                                                                                  |           |         |                                              | Stadion: Puskás Aréna, Boedapest Toeschouwers: 57.861 Scheidsrechter: Felix Zwayer Video-assistent: Bastian Dankert |
| 23 maart 2025 «onderlinge duels» 18.00 (UTC+1)                                                                                                  |           |         |                                              | Stadion: Puskás Aréna, Boedapest Toeschouwers: 57.861 Scheidsrechter: Felix Zwayer Video-assistent: Bastian Dankert |
| Bijz.: Turkije won over twee wedstrijden met een totaalscore van 6 – 1. Turkije promoveert naar divisie A, Hongarije degradeert naar divisie B. |           |         |                                              | |

|                                                |                                        |         |            | |
| 20 maart 2025 «onderlinge duels» 20.45 (UTC+1) | Oekraïne                               | 3 – 1   | België     | Stadion: Estadio Nueva Condomina, Murcia (Spanje) Toeschouwers: 8.767 Scheidsrechter: Sandro Schärer Video-assistent: Fedayi San |
| 20 maart 2025 «onderlinge duels» 20.45 (UTC+1) | Hoetsoeljak 66' Vanat 73' Zabarnyj 78' | Verslag | 40' Lukaku | Stadion: Estadio Nueva Condomina, Murcia (Spanje) Toeschouwers: 8.767 Scheidsrechter: Sandro Schärer Video-assistent: Fedayi San |
| 20 maart 2025 «onderlinge duels» 20.45 (UTC+1) |                                        |         |            | Stadion: Estadio Nueva Condomina, Murcia (Spanje) Toeschouwers: 8.767 Scheidsrechter: Sandro Schärer Video-assistent: Fedayi San |
| 20 maart 2025 «onderlinge duels» 20.45 (UTC+1) |                                        |         |            | Stadion: Estadio Nueva Condomina, Murcia (Spanje) Toeschouwers: 8.767 Scheidsrechter: Sandro Schärer Video-assistent: Fedayi San |
|                                                |                                        |         |            | |

| |                               |         |          | |
| 23 maart 2025 «onderlinge duels» 20.45 (UTC+1)                                                                   | België                        | 3 – 0   | Oekraïne | Stadion: Cegeka Arena, Genk Toeschouwers: 19.446 Scheidsrechter: Daniel Siebert Video-assistent: Pascal Müller |
| 23 maart 2025 «onderlinge duels» 20.45 (UTC+1)                                                                   | De Cuyper 70' Lukaku 75', 86' | Verslag |          | Stadion: Cegeka Arena, Genk Toeschouwers: 19.446 Scheidsrechter: Daniel Siebert Video-assistent: Pascal Müller |
| 23 maart 2025 «onderlinge duels» 20.45 (UTC+1)                                                                   |                               |         |          | Stadion: Cegeka Arena, Genk Toeschouwers: 19.446 Scheidsrechter: Daniel Siebert Video-assistent: Pascal Müller |
| 23 maart 2025 «onderlinge duels» 20.45 (UTC+1)                                                                   |                               |         |          | Stadion: Cegeka Arena, Genk Toeschouwers: 19.446 Scheidsrechter: Daniel Siebert Video-assistent: Pascal Müller |
| Bijz.: België won over twee wedstrijden met een totaalscore van 4 – 3. Beide teams blijven in hun eigen divisie. |                               |         |          | |

|                                                |                 |         |               | |
| 20 maart 2025 «onderlinge duels» 20.45 (UTC+1) | Oostenrijk      | 1 – 1   | Servië        | Stadion: Ernst Happelstadion, Wenen Toeschouwers: 46.400 Scheidsrechter: João Pinheiro Video-assistent: Tiago Martins |
| 20 maart 2025 «onderlinge duels» 20.45 (UTC+1) | Gregoritsch 37' | Verslag | 61' Samardžić | Stadion: Ernst Happelstadion, Wenen Toeschouwers: 46.400 Scheidsrechter: João Pinheiro Video-assistent: Tiago Martins |
| 20 maart 2025 «onderlinge duels» 20.45 (UTC+1) |                 |         |               | Stadion: Ernst Happelstadion, Wenen Toeschouwers: 46.400 Scheidsrechter: João Pinheiro Video-assistent: Tiago Martins |
| 20 maart 2025 «onderlinge duels» 20.45 (UTC+1) |                 |         |               | Stadion: Ernst Happelstadion, Wenen Toeschouwers: 46.400 Scheidsrechter: João Pinheiro Video-assistent: Tiago Martins |
|                                                |                 |         |               | |

| |                                |         |             | |
| 23 maart 2025 «onderlinge duels» 18.00 (UTC+1)                                                                   | Servië                         | 2 – 0   | Oostenrijk  | Stadion: Rode Sterstadion, Belgrado Toeschouwers: 22.112 Scheidsrechter: José María Sánchez Martínez Video-assistent: Juan Martínez Munuera |
| 23 maart 2025 «onderlinge duels» 18.00 (UTC+1)                                                                   | N. Maksimović 56' Vlahović 90' | Verslag | 68' Trauner | Stadion: Rode Sterstadion, Belgrado Toeschouwers: 22.112 Scheidsrechter: José María Sánchez Martínez Video-assistent: Juan Martínez Munuera |
| 23 maart 2025 «onderlinge duels» 18.00 (UTC+1)                                                                   |                                |         |             | Stadion: Rode Sterstadion, Belgrado Toeschouwers: 22.112 Scheidsrechter: José María Sánchez Martínez Video-assistent: Juan Martínez Munuera |
| 23 maart 2025 «onderlinge duels» 18.00 (UTC+1)                                                                   |                                |         |             | Stadion: Rode Sterstadion, Belgrado Toeschouwers: 22.112 Scheidsrechter: José María Sánchez Martínez Video-assistent: Juan Martínez Munuera |
| Bijz.: Servië won over twee wedstrijden met een totaalscore van 3 – 1. Beide teams blijven in hun eigen divisie. |                                |         |             | |

|                                                |             |         |               | |
| 20 maart 2025 «onderlinge duels» 21.45 (UTC+2) | Griekenland | 0 – 1   | Schotland     | Stadion: Georgios Karaiskákisstadion, Piraeus Toeschouwers: 31.483 Scheidsrechter: Tobias Stieler Video-assistent: Sören Storks |
| 20 maart 2025 «onderlinge duels» 21.45 (UTC+2) |             | Verslag | 33' McTominay | Stadion: Georgios Karaiskákisstadion, Piraeus Toeschouwers: 31.483 Scheidsrechter: Tobias Stieler Video-assistent: Sören Storks |
| 20 maart 2025 «onderlinge duels» 21.45 (UTC+2) |             |         |               | Stadion: Georgios Karaiskákisstadion, Piraeus Toeschouwers: 31.483 Scheidsrechter: Tobias Stieler Video-assistent: Sören Storks |
| 20 maart 2025 «onderlinge duels» 21.45 (UTC+2) |             |         |               | Stadion: Georgios Karaiskákisstadion, Piraeus Toeschouwers: 31.483 Scheidsrechter: Tobias Stieler Video-assistent: Sören Storks |
|                                                |             |         |               | |

| |           |         |                                           | |
| 23 maart 2025 «onderlinge duels» 17.00 (UTC) | Schotland | 0 – 3   | Griekenland                               | Stadion: Hampden Park, Glasgow Toeschouwers: 48.626 Scheidsrechter: Davide Massa Video-assistent: Daniele Chiffi |
| 23 maart 2025 «onderlinge duels» 17.00 (UTC) |           | Verslag | 20' Konstantelias 42' Karetsas 46' Tzolis | Stadion: Hampden Park, Glasgow Toeschouwers: 48.626 Scheidsrechter: Davide Massa Video-assistent: Daniele Chiffi |
| 23 maart 2025 «onderlinge duels» 17.00 (UTC) |           |         |                                           | Stadion: Hampden Park, Glasgow Toeschouwers: 48.626 Scheidsrechter: Davide Massa Video-assistent: Daniele Chiffi |
| 23 maart 2025 «onderlinge duels» 17.00 (UTC) |           |         |                                           | Stadion: Hampden Park, Glasgow Toeschouwers: 48.626 Scheidsrechter: Davide Massa Video-assistent: Daniele Chiffi |
| Bijz.: Griekenland won over twee wedstrijden met een totaalscore van 3 – 1. Griekenland promoveert naar divisie A, Schotland degradeert naar divisie B. |           |         |                                           | |

### Divisie B vs Divisie C
| Team 1    | Tot.  | Team 2   | 1e wedstr. | 2e wedstr.   |
| --------- | ----- | -------- | ---------- | ------------ |
| Kosovo    | 5 – 2 | IJsland  | 2 – 1      | 3 – 1        |
| Bulgarije | 2 – 4 | Ierland  | 1 – 2      | 1 – 2        |
| Armenië   | 1 – 9 | Georgië  | 0 – 3      | 1 – 6        |
| Slowakije | 0 – 1 | Slovenië | 0 – 0      | 0 – 1 (n.v.) |

#### Wedstrijden
|                                                |                           |         |               | |
| 20 maart 2025 «onderlinge duels» 20.45 (UTC+1) | Kosovo                    | 2 – 1   | IJsland       | Stadion: Fadil Vokrristadion, Pristina Toeschouwers: 12.857 Scheidsrechter: Serdar Gözübüyük Video-assistent: Clay Ruperti |
| 20 maart 2025 «onderlinge duels» 20.45 (UTC+1) | Dellova 19' Rexhbeçaj 58' | Verslag | 22' Óskarsson | Stadion: Fadil Vokrristadion, Pristina Toeschouwers: 12.857 Scheidsrechter: Serdar Gözübüyük Video-assistent: Clay Ruperti |
| 20 maart 2025 «onderlinge duels» 20.45 (UTC+1) |                           |         |               | Stadion: Fadil Vokrristadion, Pristina Toeschouwers: 12.857 Scheidsrechter: Serdar Gözübüyük Video-assistent: Clay Ruperti |
| 20 maart 2025 «onderlinge duels» 20.45 (UTC+1) |                           |         |               | Stadion: Fadil Vokrristadion, Pristina Toeschouwers: 12.857 Scheidsrechter: Serdar Gözübüyük Video-assistent: Clay Ruperti |
|                                                |                           |         |               | |

| |                                  |         |                        | |
| 23 maart 2025 «onderlinge duels» 18.00 (UTC+1)                                                                                              | IJsland                          | 1 – 3   | Kosovo                 | Stadion: Estadio Nueva Condomina, Murcia (Spanje) Toeschouwers: 1.553 Scheidsrechter: Jesús Gil Manzano Video-assistent: Carlos del Cerro Grande |
| 23 maart 2025 «onderlinge duels» 18.00 (UTC+1)                                                                                              | Óskarsson 2' Gunnarsson 48', 69' | Verslag | 35', 45+3', 79' Muriqi | Stadion: Estadio Nueva Condomina, Murcia (Spanje) Toeschouwers: 1.553 Scheidsrechter: Jesús Gil Manzano Video-assistent: Carlos del Cerro Grande |
| 23 maart 2025 «onderlinge duels» 18.00 (UTC+1)                                                                                              |                                  |         |                        | Stadion: Estadio Nueva Condomina, Murcia (Spanje) Toeschouwers: 1.553 Scheidsrechter: Jesús Gil Manzano Video-assistent: Carlos del Cerro Grande |
| 23 maart 2025 «onderlinge duels» 18.00 (UTC+1)                                                                                              |                                  |         |                        | Stadion: Estadio Nueva Condomina, Murcia (Spanje) Toeschouwers: 1.553 Scheidsrechter: Jesús Gil Manzano Video-assistent: Carlos del Cerro Grande |
| Bijz.: Kosovo won over twee wedstrijden met een totaalscore van 5 – 2. Kosovo promoveert naar divisie B, IJsland degradeert naar divisie C. |                                  |         |                        | |

|                                                |              |         |                      | |
| 20 maart 2025 «onderlinge duels» 21.45 (UTC+2) | Bulgarije    | 1 – 2   | Ierland              | Stadion: Christo Botevstadion, Plovdiv Toeschouwers: 7.835 Scheidsrechter: Benoît Bastien Video-assistent: Benoît Millot |
| 20 maart 2025 «onderlinge duels» 21.45 (UTC+2) | M. Petkov 6' | Verslag | 21' Azaz 42' Doherty | Stadion: Christo Botevstadion, Plovdiv Toeschouwers: 7.835 Scheidsrechter: Benoît Bastien Video-assistent: Benoît Millot |
| 20 maart 2025 «onderlinge duels» 21.45 (UTC+2) |              |         |                      | Stadion: Christo Botevstadion, Plovdiv Toeschouwers: 7.835 Scheidsrechter: Benoît Bastien Video-assistent: Benoît Millot |
| 20 maart 2025 «onderlinge duels» 21.45 (UTC+2) |              |         |                      | Stadion: Christo Botevstadion, Plovdiv Toeschouwers: 7.835 Scheidsrechter: Benoît Bastien Video-assistent: Benoît Millot |
|                                                |              |         |                      | |

| |                       |         |           | |
| 23 maart 2025 «onderlinge duels» 19.45 (UTC)                                                                      | Ierland               | 2 – 1   | Bulgarije | Stadion: Avivastadion, Dublin Toeschouwers: 40.156 Scheidsrechter: Halil Umut Meler Video-assistent: Dennis Higler |
| 23 maart 2025 «onderlinge duels» 19.45 (UTC)                                                                      | Ferguson 63' Idah 84' | Verslag | 30' Antov | Stadion: Avivastadion, Dublin Toeschouwers: 40.156 Scheidsrechter: Halil Umut Meler Video-assistent: Dennis Higler |
| 23 maart 2025 «onderlinge duels» 19.45 (UTC)                                                                      |                       |         |           | Stadion: Avivastadion, Dublin Toeschouwers: 40.156 Scheidsrechter: Halil Umut Meler Video-assistent: Dennis Higler |
| 23 maart 2025 «onderlinge duels» 19.45 (UTC)                                                                      |                       |         |           | Stadion: Avivastadion, Dublin Toeschouwers: 40.156 Scheidsrechter: Halil Umut Meler Video-assistent: Dennis Higler |
| Bijz.: Ierland won over twee wedstrijden met een totaalscore van 4 – 2. Beide teams blijven in hun eigen divisie. |                       |         |           | |

|                                                |         |         |                                        | |
| 20 maart 2025 «onderlinge duels» 21.00 (UTC+4) | Armenië | 0 – 3   | Georgië                                | Stadion: Republikeins Stadion Vazgen Sargsian, Jerevan Toeschouwers: 14.414 Scheidsrechter: Radu Petrescu Video-assistent: Aleandro Di Paolo |
| 20 maart 2025 «onderlinge duels» 21.00 (UTC+4) |         | Verslag | 32' Kotsjorasjvili 37', 59' Mikautadze | Stadion: Republikeins Stadion Vazgen Sargsian, Jerevan Toeschouwers: 14.414 Scheidsrechter: Radu Petrescu Video-assistent: Aleandro Di Paolo |
| 20 maart 2025 «onderlinge duels» 21.00 (UTC+4) |         |         |                                        | Stadion: Republikeins Stadion Vazgen Sargsian, Jerevan Toeschouwers: 14.414 Scheidsrechter: Radu Petrescu Video-assistent: Aleandro Di Paolo |
| 20 maart 2025 «onderlinge duels» 21.00 (UTC+4) |         |         |                                        | Stadion: Republikeins Stadion Vazgen Sargsian, Jerevan Toeschouwers: 14.414 Scheidsrechter: Radu Petrescu Video-assistent: Aleandro Di Paolo |
|                                                |         |         |                                        | |

| |                                                                                          |         |              | |
| 23 maart 2025 «onderlinge duels» 18.00 (UTC+4)                                                                    | Georgië                                                                                  | 6 – 1   | Armenië      | Stadion: Boris Paitsjadzestadion, Tbilisi Toeschouwers: 47.903 Scheidsrechter: Anthony Taylor Video-assistent: Darren England |
| 23 maart 2025 «onderlinge duels» 18.00 (UTC+4)                                                                    | Haroyan 4' (e.d.) Mikautadze 14', 35' Tsjakvetadze 23' Kiteisjvili 27' Kvaratschelia 62' | Verslag | 48' Sevikjan | Stadion: Boris Paitsjadzestadion, Tbilisi Toeschouwers: 47.903 Scheidsrechter: Anthony Taylor Video-assistent: Darren England |
| 23 maart 2025 «onderlinge duels» 18.00 (UTC+4)                                                                    |                                                                                          |         |              | Stadion: Boris Paitsjadzestadion, Tbilisi Toeschouwers: 47.903 Scheidsrechter: Anthony Taylor Video-assistent: Darren England |
| 23 maart 2025 «onderlinge duels» 18.00 (UTC+4)                                                                    |                                                                                          |         |              | Stadion: Boris Paitsjadzestadion, Tbilisi Toeschouwers: 47.903 Scheidsrechter: Anthony Taylor Video-assistent: Darren England |
| Bijz.: Georgië won over twee wedstrijden met een totaalscore van 9 – 1. Beide teams blijven in hun eigen divisie. |                                                                                          |         |              | |

|                                                |           |       |          | |
| 20 maart 2025 «onderlinge duels» 20.45 (UTC+1) | Slowakije | 0 – 0 | Slovenië | Stadion: Tehelné pole, Bratislava Toeschouwers: 12.545 Scheidsrechter: Maurizio Mariani Video-assistent: Marco Di Bello |
| 20 maart 2025 «onderlinge duels» 20.45 (UTC+1) | Verslag   |       |          | Stadion: Tehelné pole, Bratislava Toeschouwers: 12.545 Scheidsrechter: Maurizio Mariani Video-assistent: Marco Di Bello |
| 20 maart 2025 «onderlinge duels» 20.45 (UTC+1) |           |       |          | Stadion: Tehelné pole, Bratislava Toeschouwers: 12.545 Scheidsrechter: Maurizio Mariani Video-assistent: Marco Di Bello |
| 20 maart 2025 «onderlinge duels» 20.45 (UTC+1) |           |       |          | Stadion: Tehelné pole, Bratislava Toeschouwers: 12.545 Scheidsrechter: Maurizio Mariani Video-assistent: Marco Di Bello |
|                                                |           |       |          | |

| |                  |              |           | |
| 23 maart 2025 «onderlinge duels» 20.45 (UTC+1)                                                                     | Slovenië         | 1 – 0 (n.v.) | Slowakije | Stadion: Stožicestadion, Ljubljana Toeschouwers: 14.076 Scheidsrechter: István Kovács Video-assistent: Cătălin Popa |
| 23 maart 2025 «onderlinge duels» 20.45 (UTC+1)                                                                     | Gnezda Čerin 95' | Verslag      |           | Stadion: Stožicestadion, Ljubljana Toeschouwers: 14.076 Scheidsrechter: István Kovács Video-assistent: Cătălin Popa |
| 23 maart 2025 «onderlinge duels» 20.45 (UTC+1)                                                                     |                  |              |           | Stadion: Stožicestadion, Ljubljana Toeschouwers: 14.076 Scheidsrechter: István Kovács Video-assistent: Cătălin Popa |
| 23 maart 2025 «onderlinge duels» 20.45 (UTC+1)                                                                     |                  |              |           | Stadion: Stožicestadion, Ljubljana Toeschouwers: 14.076 Scheidsrechter: István Kovács Video-assistent: Cătălin Popa |
| Bijz.: Slovenië won over twee wedstrijden met een totaalscore van 1 – 0. Beide teams blijven in hun eigen divisie. |                  |              |           | |

### Divisie C vs Divisie D
| Team 1    | Tot. | Team 2    | 1e wedstr. | 2e wedstr. |
| --------- | ---- | --------- | ---------- | ---------- |
| Gibraltar | 1    | Letland   | 26 mrt '26 | 31 mrt '26 |
| Malta     | 2    | Luxemburg | 26 mrt '26 | 31 mrt '26 |

#### Wedstrijden
|                                                |           |   |         |  |
| 26 maart 2026 «onderlinge duels» 18.00 (UTC+1) | Gibraltar | v | Letland |  |
| 26 maart 2026 «onderlinge duels» 18.00 (UTC+1) | Verslag   |   |         |  |
| 26 maart 2026 «onderlinge duels» 18.00 (UTC+1) |           |   |         |  |
| 26 maart 2026 «onderlinge duels» 18.00 (UTC+1) |           |   |         |  |
|                                                |           |   |         |  |

|                                                |         |   |           |                              |
| 31 maart 2026 «onderlinge duels» 19.00 (UTC+3) | Letland | v | Gibraltar | Stadion: Skontostadion, Riga |
| 31 maart 2026 «onderlinge duels» 19.00 (UTC+3) | Verslag |   |           | Stadion: Skontostadion, Riga |
| 31 maart 2026 «onderlinge duels» 19.00 (UTC+3) |         |   |           | Stadion: Skontostadion, Riga |
| 31 maart 2026 «onderlinge duels» 19.00 (UTC+3) |         |   |           | Stadion: Skontostadion, Riga |
|                                                |         |   |           |                              |

|                                                |         |   |           |                                    |
| 26 maart 2026 «onderlinge duels» 18.00 (UTC+1) | Malta   | v | Luxemburg | Stadion: Ta' Qalistadion, Ta' Qali |
| 26 maart 2026 «onderlinge duels» 18.00 (UTC+1) | Verslag |   |           | Stadion: Ta' Qalistadion, Ta' Qali |
| 26 maart 2026 «onderlinge duels» 18.00 (UTC+1) |         |   |           | Stadion: Ta' Qalistadion, Ta' Qali |
| 26 maart 2026 «onderlinge duels» 18.00 (UTC+1) |         |   |           | Stadion: Ta' Qalistadion, Ta' Qali |
|                                                |         |   |           |                                    |

|                                                |           |   |       |                                         |
| 31 maart 2026 «onderlinge duels» 18.00 (UTC+2) | Luxemburg | v | Malta | Stadion: Stade de Luxembourg, Luxemburg |
| 31 maart 2026 «onderlinge duels» 18.00 (UTC+2) | Verslag   |   |       | Stadion: Stade de Luxembourg, Luxemburg |
| 31 maart 2026 «onderlinge duels» 18.00 (UTC+2) |           |   |       | Stadion: Stade de Luxembourg, Luxemburg |
| 31 maart 2026 «onderlinge duels» 18.00 (UTC+2) |           |   |       | Stadion: Stade de Luxembourg, Luxemburg |
|                                                |           |   |       |                                         |

## Eindstand
Per 19 november 2024
| Pos    | Grp | Team                  | Wed | W | G | V | Ptn | DV | DT | +/− |
| ------ | --- | --------------------- | --- | - | - | - | --- | -- | -- | --- |
| Goud   | 1   | Portugal              | 6   | 4 | 2 | 0 | 14  | 13 | 5  | +8  |
| Zilver | 4   | Spanje TH             | 6   | 5 | 1 | 0 | 16  | 13 | 4  | +9  |
| Brons  | 2   | Frankrijk             | 6   | 4 | 1 | 1 | 13  | 12 | 6  | +6  |
| 4      | 3   | Duitsland             | 6   | 4 | 2 | 0 | 14  | 18 | 4  | +14 |
|        |     |                       |     |   |   |   |     |    |    |     |
| 5      | 2   | Italië                | 6   | 4 | 1 | 1 | 13  | 13 | 8  | +5  |
| 6      | 3   | Nederland             | 6   | 2 | 3 | 1 | 9   | 13 | 7  | +6  |
| 7      | 4   | Denemarken            | 6   | 2 | 2 | 2 | 8   | 7  | 5  | +2  |
| 8      | 1   | Kroatië               | 6   | 2 | 2 | 2 | 8   | 8  | 8  | 0   |
|        |     |                       |     |   |   |   |     |    |    |     |
| 9      | 1   | Schotland             | 6   | 2 | 1 | 3 | 7   | 7  | 8  | −1  |
| 10     | 4   | Servië                | 6   | 1 | 3 | 2 | 6   | 3  | 6  | −3  |
| 11     | 3   | Hongarije             | 6   | 1 | 3 | 2 | 6   | 4  | 11 | −7  |
| 12     | 2   | België                | 6   | 1 | 1 | 4 | 4   | 6  | 9  | −3  |
|        |     |                       |     |   |   |   |     |    |    |     |
| 13     | 1   | Polen                 | 6   | 1 | 1 | 4 | 4   | 9  | 16 | −7  |
| 14     | 2   | Israël                | 6   | 1 | 1 | 4 | 4   | 5  | 13 | −8  |
| 15     | 4   | Zwitserland           | 6   | 0 | 2 | 4 | 2   | 6  | 14 | −8  |
| 16     | 3   | Bosnië en Herzegovina | 6   | 0 | 2 | 4 | 2   | 4  | 17 | −13 |

| Pos | Grp | Team        | Wed | W | G | V | Ptn | DV | DT | +/− |
| --- | --- | ----------- | --- | - | - | - | --- | -- | -- | --- |
| 17  | 2   | Engeland    | 6   | 5 | 0 | 1 | 15  | 16 | 3  | +13 |
| 18  | 3   | Noorwegen   | 6   | 4 | 1 | 1 | 13  | 15 | 7  | +8  |
| 19  | 4   | Wales       | 6   | 3 | 3 | 0 | 12  | 9  | 4  | +5  |
| 20  | 1   | Tsjechië    | 6   | 3 | 2 | 1 | 11  | 9  | 8  | +1  |
|     |     |             |     |   |   |   |     |    |    |     |
| 21  | 2   | Griekenland | 6   | 5 | 0 | 1 | 15  | 11 | 4  | +7  |
| 22  | 3   | Oostenrijk  | 6   | 3 | 2 | 1 | 11  | 14 | 5  | +9  |
| 23  | 4   | Turkije     | 6   | 3 | 2 | 1 | 11  | 9  | 6  | +3  |
| 24  | 1   | Oekraïne    | 6   | 2 | 2 | 2 | 8   | 8  | 8  | 0   |
|     |     |             |     |   |   |   |     |    |    |     |
| 25  | 3   | Slovenië    | 6   | 2 | 2 | 2 | 8   | 7  | 9  | −2  |
| 26  | 1   | Georgië     | 6   | 2 | 1 | 3 | 7   | 7  | 6  | +1  |
| 27  | 4   | IJsland     | 6   | 2 | 1 | 3 | 7   | 10 | 13 | −3  |
| 28  | 2   | Ierland     | 6   | 2 | 0 | 4 | 6   | 3  | 12 | −9  |
|     |     |             |     |   |   |   |     |    |    |     |
| 29  | 1   | Albanië     | 6   | 2 | 1 | 3 | 7   | 4  | 6  | −2  |
| 30  | 4   | Montenegro  | 6   | 1 | 0 | 5 | 3   | 4  | 9  | −5  |
| 31  | 3   | Kazachstan  | 6   | 0 | 1 | 5 | 1   | 0  | 15 | −15 |
| 32  | 2   | Finland     | 6   | 0 | 0 | 6 | 0   | 2  | 13 | −11 |

| Pos | Grp | Team            | Wed | W | G | V | Ptn | DV | DT | +/− |
| --- | --- | --------------- | --- | - | - | - | --- | -- | -- | --- |
| 33  | 2   | Roemenië        | 6   | 6 | 0 | 0 | 18  | 18 | 3  | +15 |
| 34  | 1   | Zweden          | 6   | 5 | 1 | 0 | 16  | 19 | 4  | +15 |
| 35  | 4   | Noord-Macedonië | 6   | 5 | 1 | 0 | 16  | 10 | 1  | +9  |
| 36  | 3   | Noord-Ierland   | 6   | 3 | 2 | 1 | 11  | 11 | 3  | +8  |
|     |     |                 |     |   |   |   |     |    |    |     |
| 37  | 1   | Slowakije       | 6   | 4 | 1 | 1 | 13  | 10 | 5  | +5  |
| 38  | 2   | Kosovo          | 6   | 4 | 0 | 2 | 12  | 10 | 7  | +3  |
| 39  | 3   | Bulgarije       | 6   | 2 | 3 | 1 | 9   | 3  | 6  | −3  |
| 40  | 4   | Armenië         | 6   | 2 | 1 | 3 | 7   | 8  | 9  | −1  |
|     |     |                 |     |   |   |   |     |    |    |     |
| 41  | 3   | Wit-Rusland     | 6   | 1 | 4 | 1 | 7   | 3  | 4  | −1  |
| 42  | 4   | Faeröer         | 6   | 1 | 3 | 2 | 6   | 5  | 6  | −1  |
| 43  | 2   | Cyprus          | 6   | 2 | 0 | 4 | 6   | 4  | 15 | −11 |
| 44  | 1   | Estland         | 6   | 1 | 1 | 4 | 4   | 3  | 9  | −6  |
|     |     |                 |     |   |   |   |     |    |    |     |
| 45  | 4   | Letland         | 6   | 1 | 1 | 4 | 4   | 4  | 11 | −7  |
| 46  | 3   | Luxemburg       | 6   | 0 | 3 | 3 | 3   | 3  | 7  | −4  |
| 47  | 1   | Azerbeidzjan    | 6   | 0 | 1 | 5 | 1   | 3  | 17 | −14 |
| 48  | 2   | Litouwen        | 6   | 0 | 0 | 6 | 0   | 4  | 11 | −7  |

| Pos | Grp | Team          | Wed | W | G | V | Ptn | DV | DT | +/− |
| --- | --- | ------------- | --- | - | - | - | --- | -- | -- | --- |
| 49  | 2   | Moldavië      | 4   | 3 | 0 | 1 | 9   | 5  | 1  | +4  |
| 50  | 1   | San Marino    | 4   | 2 | 1 | 1 | 7   | 5  | 3  | +2  |
|     |     |               |     |   |   |   |     |    |    |     |
| 51  | 2   | Malta         | 4   | 2 | 1 | 1 | 7   | 2  | 2  | 0   |
| 52  | 1   | Gibraltar     | 4   | 1 | 3 | 0 | 6   | 4  | 3  | +1  |
|     |     |               |     |   |   |   |     |    |    |     |
| 53  | 1   | Liechtenstein | 4   | 0 | 2 | 2 | 2   | 3  | 6  | −3  |
| 54  | 2   | Andorra       | 4   | 0 | 1 | 3 | 1   | 0  | 4  | −4  |

## Doelpuntenmakers
9 doelpunten
- Viktor Gyökeres

8 doelpunten
- Cristiano Ronaldo

7 doelpunten
- Georges Mikautadze
- Erling Braut Håland

6 doelpunten
- Răzvan Marin

5 doelpunten
- Orri Óskarsson
- Vedat Muriqi
- Benjamin Šeško
- Kerem Aktürkoğlu

4 doelpunten
- Tim Kleindienst
- Florian Wirtz
- Randal Kolo Muani
- Isaac Price
- David Strelec
- Mikel Oyarzabal
- Harry Wilson
- Alexander Isak

3 doelpunten
- Romelu Lukaku
- Jamal Musiala
- Deniz Undav
- Harry Kane
- Giorgi Kotsjorasjvili
- Fotis Ioannidis
- Christos Tzolis
- Dominik Szoboszlai
- Davide Frattesi
- Moise Kean
- Nikola Krstović
- Denzel Dumfries
- Cody Gakpo
- Tijjani Reijnders
- Antonio Nusa
- Alexander Sørloth
- Bojan Miovski
- Michael Gregoritsch
- Scott McTominay
- Lamine Yamal
- Pavel Šulc
- İrfan Can Kahveci
- Zeki Amdouni

2 doelpunten
- Edoeard Spertsjan
- Lucas Zelarayán
- Toral Bayramov
- Kevin De Bruyne
- Maxim De Cuyper
- Ermedin Demirović
- Edin Džeko
- Ioannis Pittas
- Christian Eriksen
- Gustav Isaksen
- Kai Havertz
- Joshua Kimmich
- Jack Grealish
- Declan Rice
- Viljormur Davidsen
- Bradley Barcola
- Ousmane Dembélé
- Kylian Mbappé
- Michael Olise
- Adrien Rabiot
- Chvitsja Kvaratschelia
- Giorgi Tsjakvetadze
- Liam Walker
- Anastasios Bakasetas
- Vangelis Pavlidis
- Evan Ferguson
- Andri Guðjohnsen
- Mohammad Abu Fani
- Andrea Cambiaso
- Giovanni Di Lorenzo
- Giacomo Raspadori
- Mateo Retegui
- Sandro Tonali
- Lumbardh Dellova
- Ermal Krasniqi
- Armandas Kučys
- Gerson Rodrigues
- Xavi Simons
- Wout Weghorst
- Daniel Ballard
- Enis Bardhi
- Vladyslav Vanat
- Marko Arnautović
- Christoph Baumgartner
- Philipp Lienhart
- Marcel Sabitzer
- Sebastian Szymański
- Nicola Zalewski
- Piotr Zieliński
- Bruno Fernandes
- Francisco Trincão
- Denis Drăguș
- Dennis Man
- Nicola Nanni
- John McGinn
- Adam Gnezda Čerin
- Mikel Merino
- Fabián Ruiz
- Nico Williams
- Martin Zubimendi
- Tomáš Chorý
- Hakan Çalhanoğlu
- Arda Güler
- Brennan Johnson
- Liam Cullen
- Dejan Kulusevski
- Sebastian Nanasi

1 doelpunt
- Jasir Asani
- Kristjan Asllani
- Nedim Bajrami
- Ardian Ismajli
- Vahan Bichakhchyan
- Gor Manvelyan
- Artur Miranyan
- Edgar Sevikjan
- Renat Dadasjov
- Loïs Openda
- Youri Tielemans
- Leandro Trossard
- Valentin Antov
- Kiril Despodov
- Vasil Panajotov
- Marin Petkov
- Grigoris Kastanos
- Marinos Tzionis
- Patrick Dorgu
- Albert Grønbæk
- Pierre-Emile Højbjerg
- Rasmus Højlund
- Rasmus Kristensen
- Yussuf Poulsen
- Niclas Füllkrug
- Leon Goretzka
- Jamie Leweling
- Felix Nmecha
- Aleksandar Pavlović
- Leroy Sané
- Trent Alexander-Arnold
- Jude Bellingham
- Jarrod Bowen
- Conor Gallagher
- Anthony Gordon
- Taylor Harwood-Bellis
- Curtis Jones
- Ollie Watkins
- Rocco Robert Shein
- Vlasiy Sinyavskiy
- Ioan Yakovlev
- Jann Benjaminsen
- Jóannes Bjartalíð
- Hanus Sørensen
- Arttu Hoskonen
- Joel Pohjanpalo
- Eduardo Camavinga
- Rayan Cherki
- Mattéo Guendouzi
- Christopher Nkunku
- Otar Kiteisjvili
- Ethan Britto
- James Scanlon
- Konstantinos Karetsas
- Giannis Konstantelias
- Petros Mantalos
- Roland Sallai
- András Schäfer
- Finn Azaz
- Robbie Brady
- Matt Doherty
- Adam Idah
- Liam Scales
- Ísak Bergmann Jóhannesson
- Jón Dagur Þorsteinsson
- Victor Pálsson
- Logi Tómasson
- Omri Gandelman
- Yarden Shua
- Federico Dimarco
- Elvis Rexhbeçaj
- Muharrem Jashari
- Albion Rrahmani
- Amir Rrahmani
- Emir Sahiti
- Edon Zhegrova
- Martin Baturina
- Ante Budimir
- Joško Gvardiol
- Andrej Kramarić
- Igor Matanović
- Luka Modrić
- Ivan Perišić
- Borna Sosa
- Petar Sučić
- Dario Šits
- Roberts Uldriķis
- Renārs Varslavāns
- Ferhat Saglam
- Aron Sele
- Nicolas Hasler
- Gvidas Gineitis
- Paulius Golubickas
- Seid Korać
- Ryan Camenzuli
- Teddy Teuma
- Mihail Caimacov
- Maxim Cojocaru
- Artur Ioniță
- Ion Nicolaescu
- Virgiliu Postolachi
- Driton Camaj
- Brian Brobbey
- Memphis Depay
- Teun Koopmeiners
- Ian Maatsen
- Joshua Zirkzee
- Conor Bradley
- Dion Charles
- Josh Magennis
- Patrick McNair
- Isnik Alimi
- Jani Atanasov
- Elif Elmas
- Lirim Qamili
- Nikola Serafimov
- Felix Horn Myhre
- Jens Petter Hauge
- Artem Dovbyk
- Oleksij Hoetsoeljak
- Roman Jaremtsjoek
- Joechym Konoplja
- Mychajlo Moedryk
- Heorhij Soedakov
- Illja Zabarnyj
- Oleksandr Zintsjenko
- Konrad Laimer
- Stefan Posch
- Romano Schmid
- Matthias Seidl
- Robert Lewandowski
- Dominik Marczuk
- Kamil Piątkowski
- Francisco Conceição
- Diogo Dalot
- João Félix
- Rafael Leão
- Nuno Mendes
- Pedro Neto
- Gonçalo Ramos
- Bernardo Silva
- Daniel Bîrligea
- Florinel Coman
- Radu Drăgușin
- Valentin Mihăilă
- Alexandru Mitriță
- Alessandro Golinucci
- Lorenzo Lazzari
- Nicko Sensoli
- Ryan Christie
- Billy Gilmour
- Andrew Robertson
- Nemanja Maksimović
- Aleksandar Mitrović
- Lazar Samardžić
- Aleksa Terzić
- Dušan Vlahović
- Jan Mlakar
- Ondrej Duda
- Dávid Ďuriš
- Dávid Hancko
- Lukáš Haraslín
- Tomáš Suslov
- Álex Baena
- Bryan Gil
- Joselu
- Aymeric Laporte
- Álvaro Morata
- Pedri
- Yeremi Pino
- Ayoze Pérez
- Ferran Torres
- Bryan Zaragoza
- Lukáš Červ
- Adam Hložek
- Lukáš Kalvach
- Tomáš Souček
- Abdülkerim Bardakcı
- Orkun Kökçü
- Kenan Yıldız
- Kieffer Moore
- Valery Gromyko
- Joeri Kovalev
- Sergej Politevitsj
- Yasin Ayari
- Ken Sema
- Remo Freuler
- Joël Monteiro
- Andi Zeqiri

Eigen doelpunt
- Georgi Aroetjoenjan (tegen Letland)
- Varazdat Haroyan (tegen Georgië)
- Rahil Məmmədov (tegen Slowakije)
- Timothy Castagne (tegen Israël)
- Dimitar Mitov (tegen Noord-Ierland)
- Joachim Andersen (tegen Portugal)
- Benjamin Källman (tegen Griekenland)
- Solomon Kvirkvelia (tegen Oekraïne)
- Odysseas Vlachodimos (tegen Engeland)
- Guglielmo Vicario (tegen Frankrijk)
- Kaspars Dubra (tegen Armenië)
- Jan Bednarek (tegen Portugal)
- Diogo Dalot (tegen Kroatië)
- Daniel Vivian (tegen Frankrijk)
- Danny Ward (tegen IJsland)
- Nico Elvedi (tegen Servië)